# Neuvy-en-Sullias
Neuvy-en-Sullias é uma comuna francesa na região administrativa do Centro, no departamento Loiret. Estende-se por uma área de 24,94 km². Em 2010 a comuna tinha 1 388 habitantes (densidade: 55,7 hab./km²).